# Calpocalyx atlanticus
Calpocalyx atlanticus là một loài rau đậu thuộc họ Fabaceae.
Loài này chỉ có ở Cameroon.